# Oberlausitz bruinkoolmijnstreek
Oberlausitz bruinkoolmijnstreek (Duits:Oberlausitzer Bergbaurevier) is een mijnbouwgebied in de grensdriehoek Saksen, Polen en de Tsjechische Republiek.
Het mijngebied werd gedomineerd door bruinkoolwinning door middel van dagbouw, vooral in de 19e en 20e eeuw. 
De mijnbouw was minder grootschalig dan in de Lausitzer bruinkoolmijnstreek dat iets verder in het noorden ligt.
- Dagbouw Berzdorf (Berzdorfer See)
- Zittau bruinkoolbassin
- Bruinkoolmijn Turów tussen Bogatynia (Reichenau) en Zittau
- Dagbouw "Herkules" in de buurt van Turoszów (Türchau) bij Bogatynia
- Dagbouw Olbersdorf (Olbersdorfer See)
- Mijnen Olbersdorf
- Dagbouw Kristýna, Hrádek nad Nisou (tegenwoordig zwemmeer en recreatiegebied)

De electriciteitsopwekking en verwerking van bruinkool gebeurde voornamelijk in

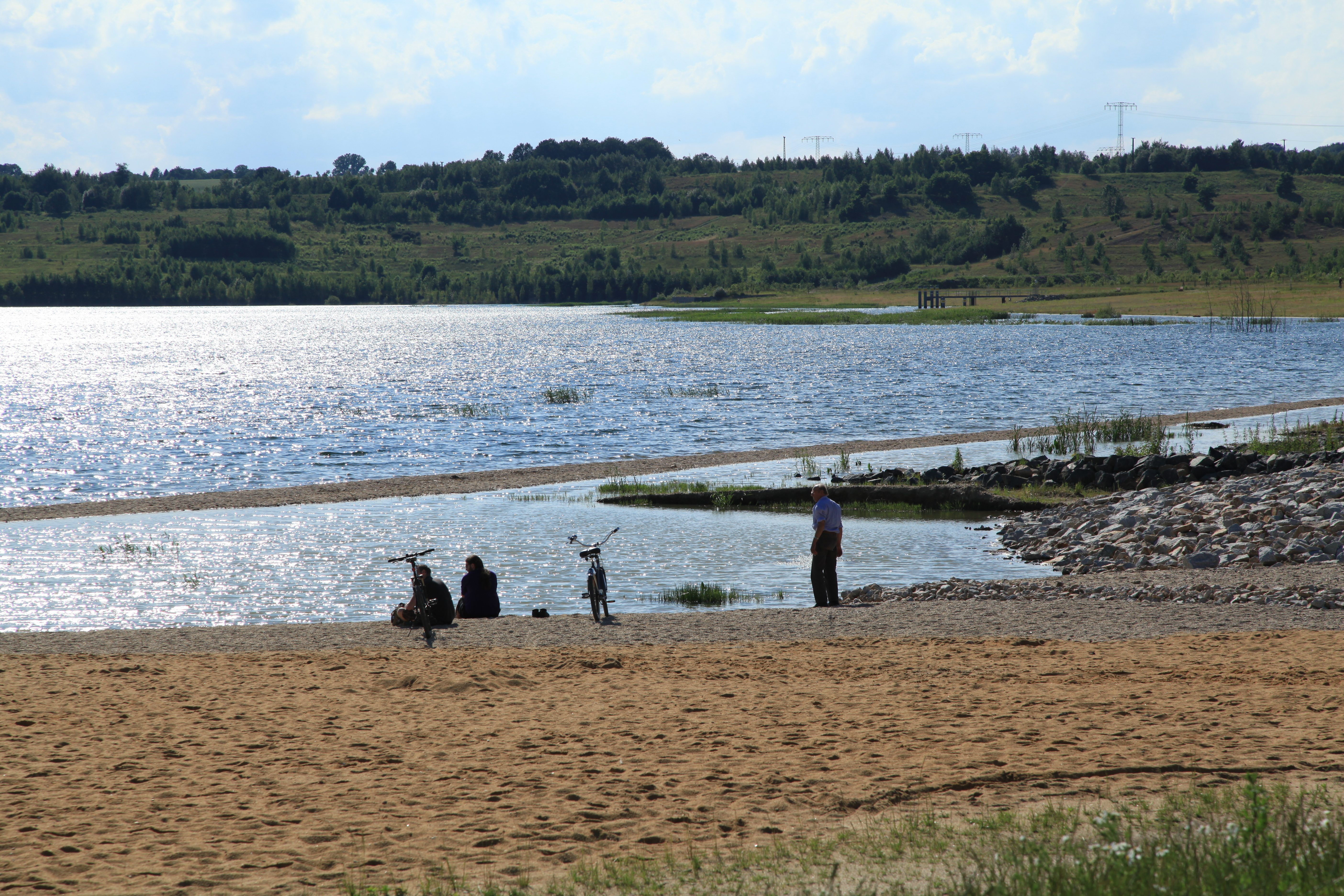
Energiecentrale Hirschfelde (1911-1992)
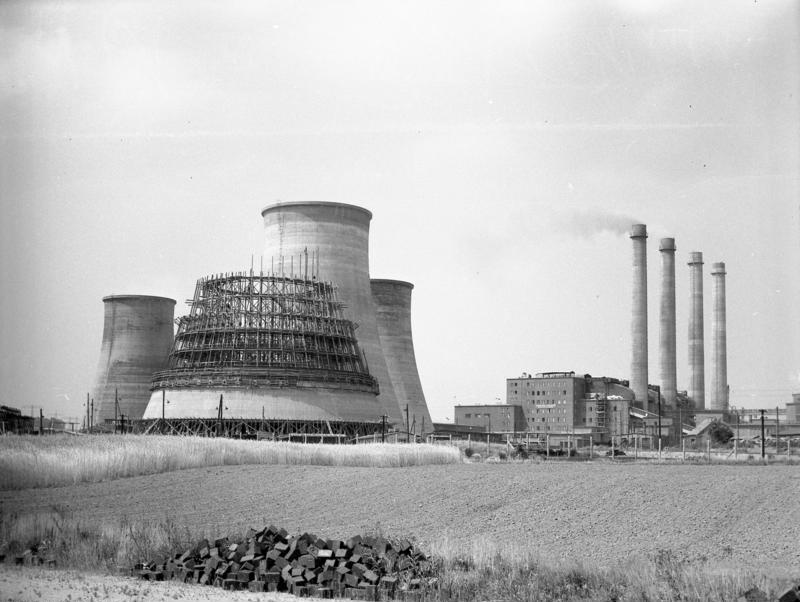
Energiecentrale Hagenwerder (1973-1997)
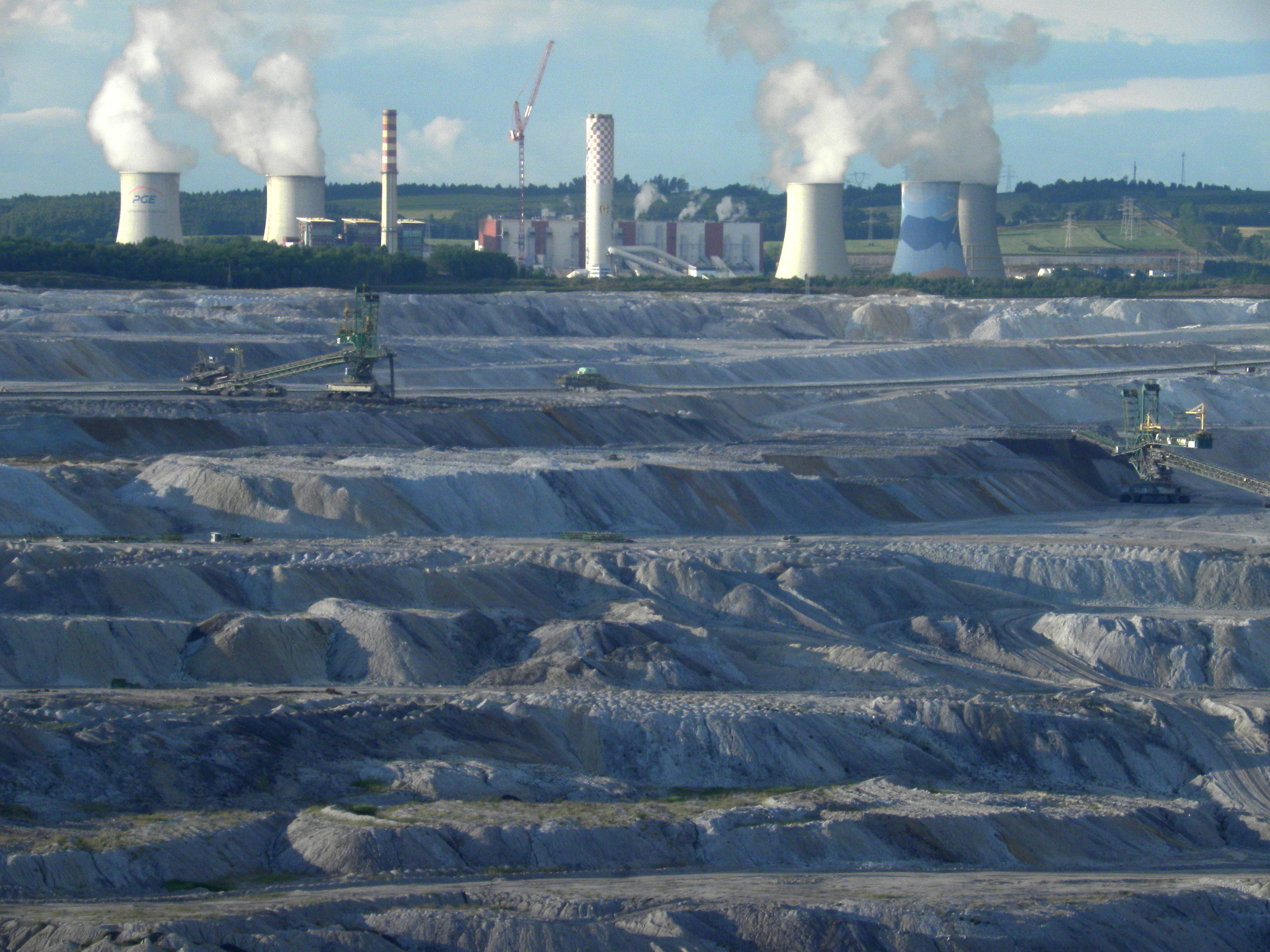
Energiecentrale Turów (sinds 1962)
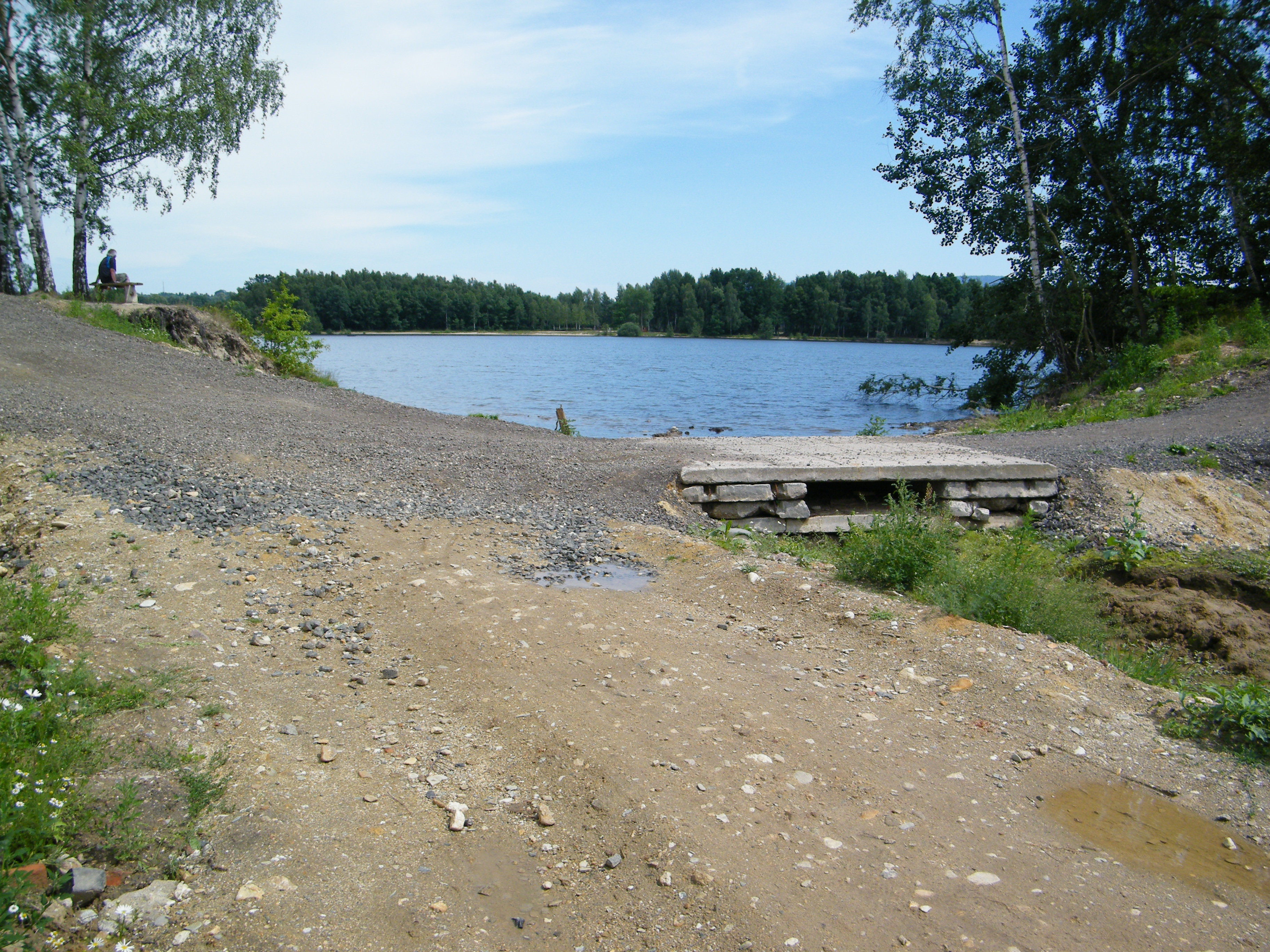
Brikettenfabrieken Hirschfelde